# Bavaria (statue)
Pour les articles homonymes, voir Bavaria.

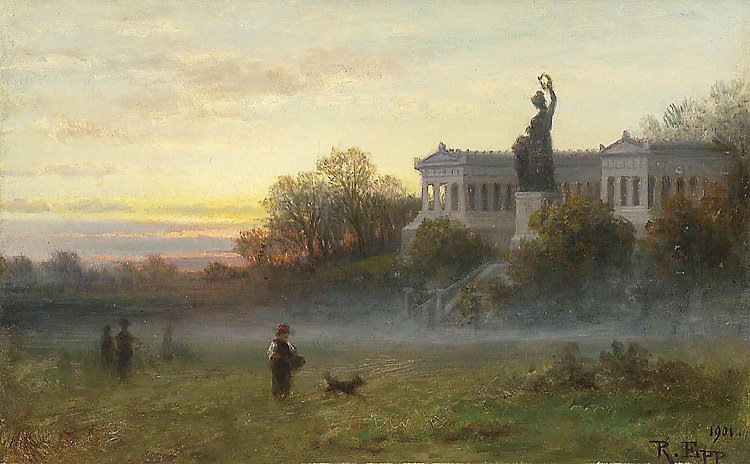
Rudolf Epp : la Bavaria et la Theresienwiese à Munich (environ 1900).

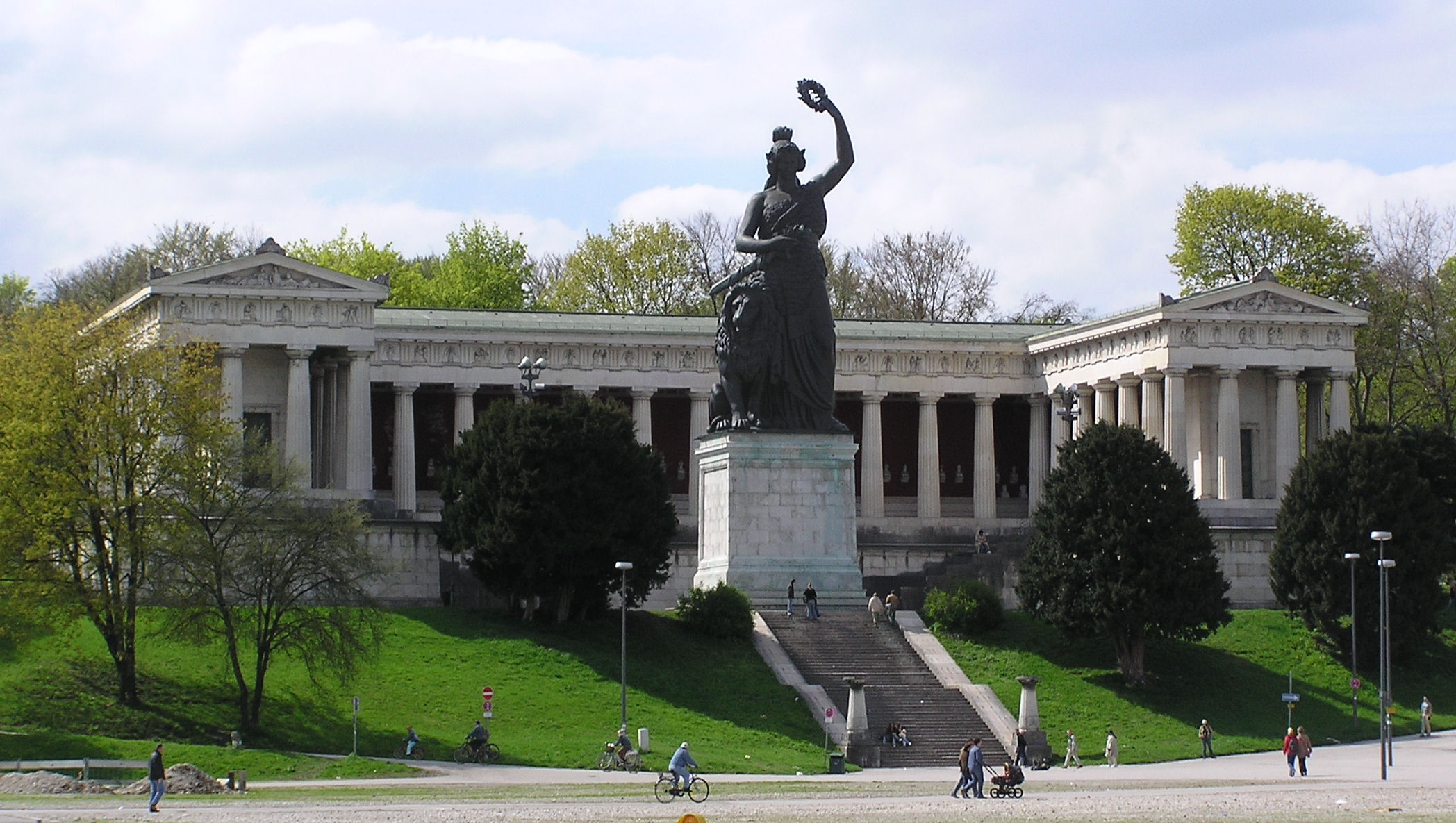
La Bavaria et le Ruhmeshalle.

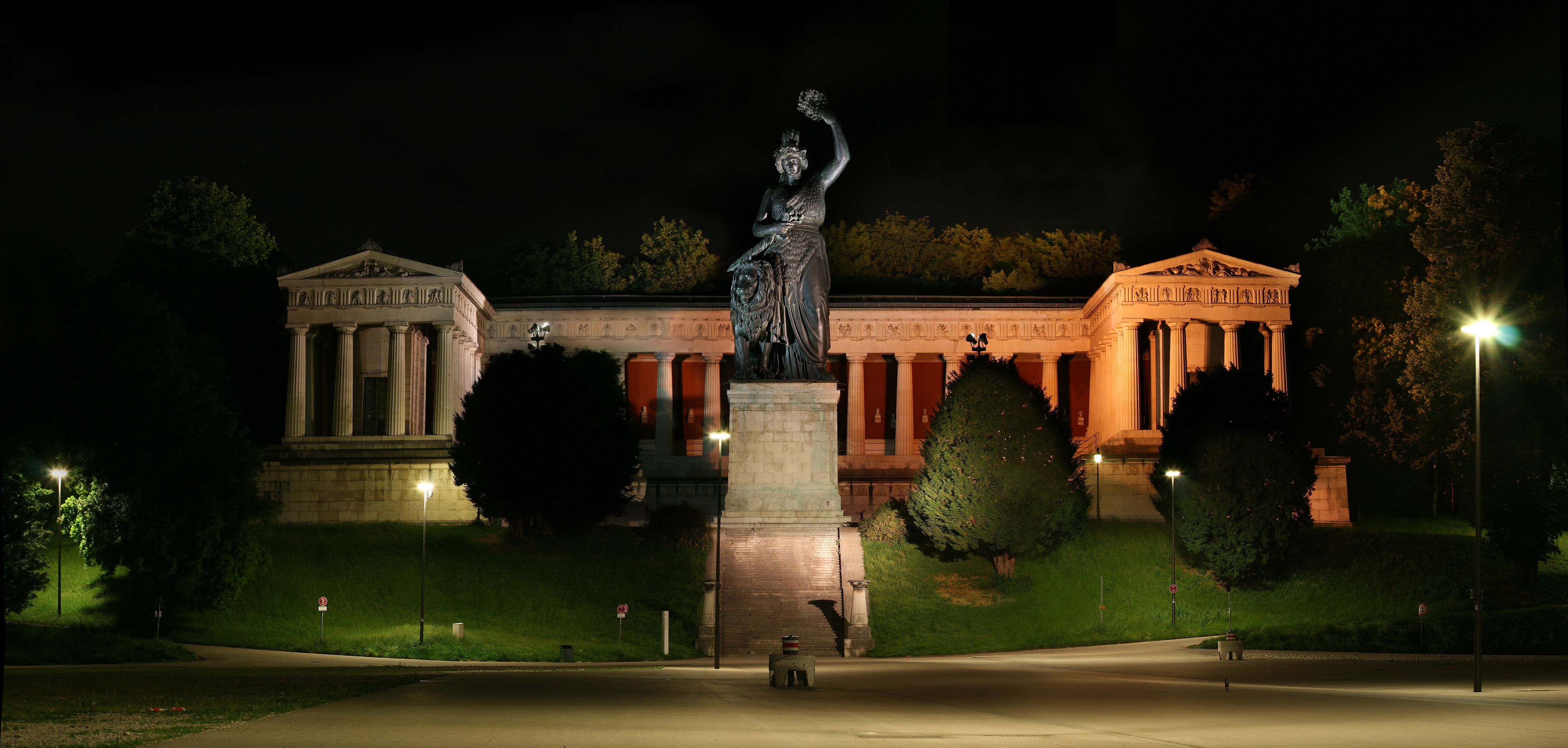
la Bavaria et la Ruhmeshalle de nuit.

La Bavaria (mot latin désignant la Bavière) est une allégorie féminine de la Bavière. Elle en est également la sainte patronne.
Parmi ses représentations artistiques, la statue en bronze colossale érigée sur la Theresienwiese à Munich est sûrement la plus connue. Elle a été commandée par Louis Ier de Bavière en 1837 et érigée de 1842 à 1850. La Ruhmeshalle (salle d'honneur) l'accompagnant a, elle, été bâtie en 1853.
Elle est la première statue colossale réalisée entièrement en bronze depuis l'Antiquité.[réf. nécessaire] C'est un véritable chef-d'œuvre technique de son temps.
Dans la tête de la statue se trouve une plate-forme comportant deux bancs de six places chacun. On y accède par l'intermédiaire d'un escalier à l'intérieur de la statue. Quatre ouvertures offrent un panorama sur la Theresienwiese.

## Allégories de la Bavière

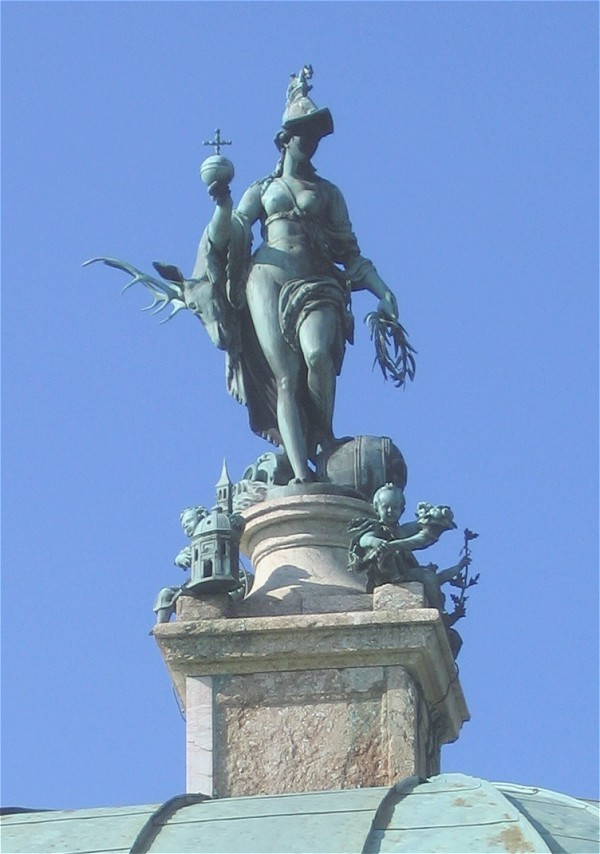
Bavaria sur le temple de Diane du Hofgarten de Munich.

La Tellus Bavarica est une allégorie de la terre bavaroise depuis des centaines d'années. Elle est présente aussi bien dans des armoiries ou dans des peintures que dans des reliefs, par exemple au-dessus des entrées des maisons, parfois accompagnée de statues.
Si le mot Bavaria est aujourd'hui avant tout associé à la statue présente sur la Theresienwiese, il y a de nombreuses autres représentations de la Bavaria. Ainsi dans le Hofgarten de Munich, sur la coupole du toit du temple de Diane, se trouvait au départ une statue en bronze d'Hubert Gerhard en l'honneur de la déesse grecque. En 1623, une statue de la Bavaria coulée en bronze par Hans Krumpper la remplace, représentée avec les attributs de la nature caractérisant la Bavière, à savoir : un saloir, une peau de cerf, un casier de pêche, un épi de blé et un globe. De nos jours, c'est une copie qui se trouve sur le temple, l'original se trouvant à deux pas de là dans le Theatinergang de la Résidence de Munich.

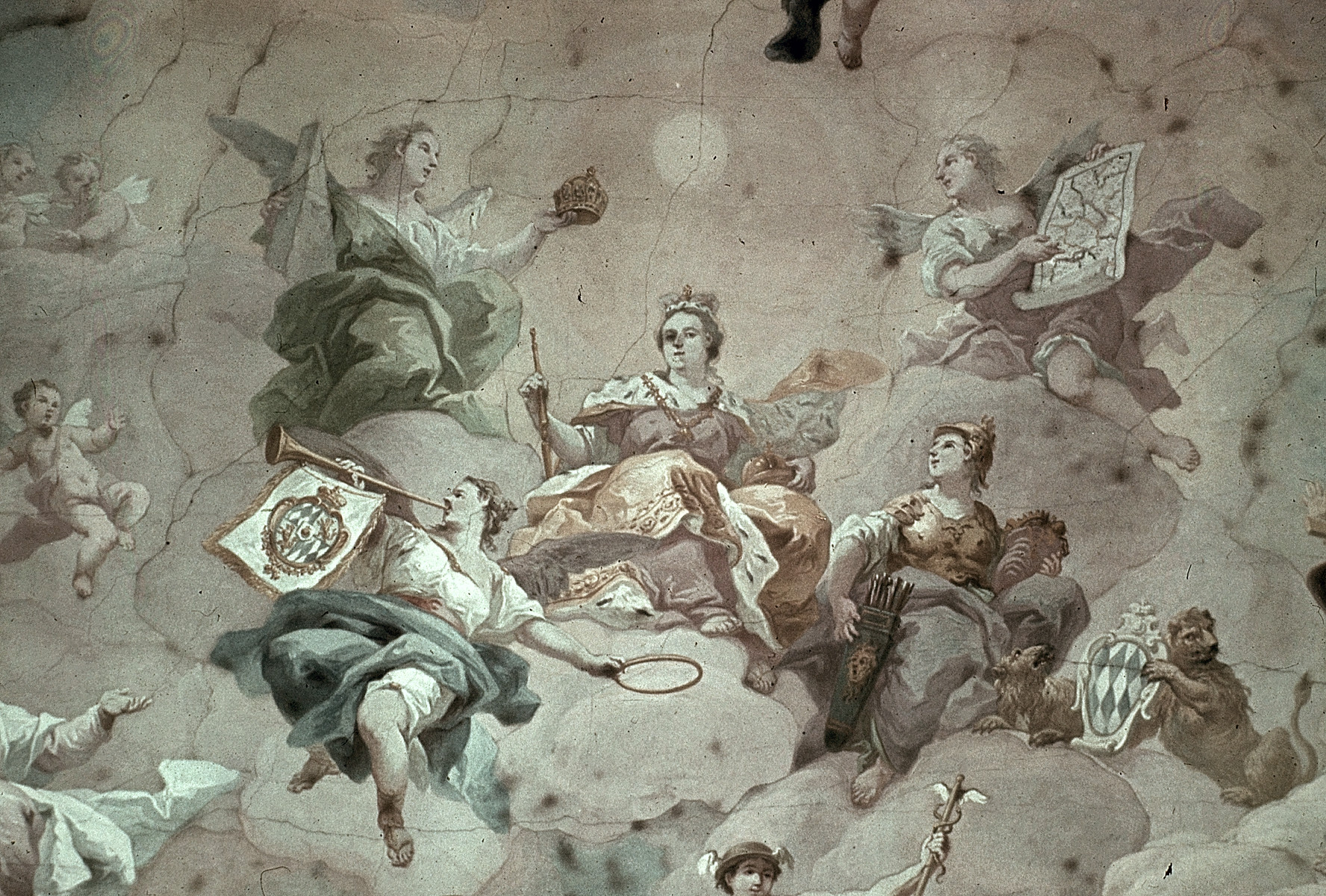
Bavaria sur le plafond de la salle de l'électeur, dans le cloître de Fürstenzell, de Bartolomeo Altomonte, 1773.

En 1773, Bartolomeo Altomonte peint une fresque au plafond de la salle de l'électeur de l'abbaye de Fürstenzell, non loin de Passau, et y place la Bavaria en son centre. Elle est représentée en reine couronnée par un ange, entourée par des allégories de l'Église, du commerce, de l'agriculture et de l'art.

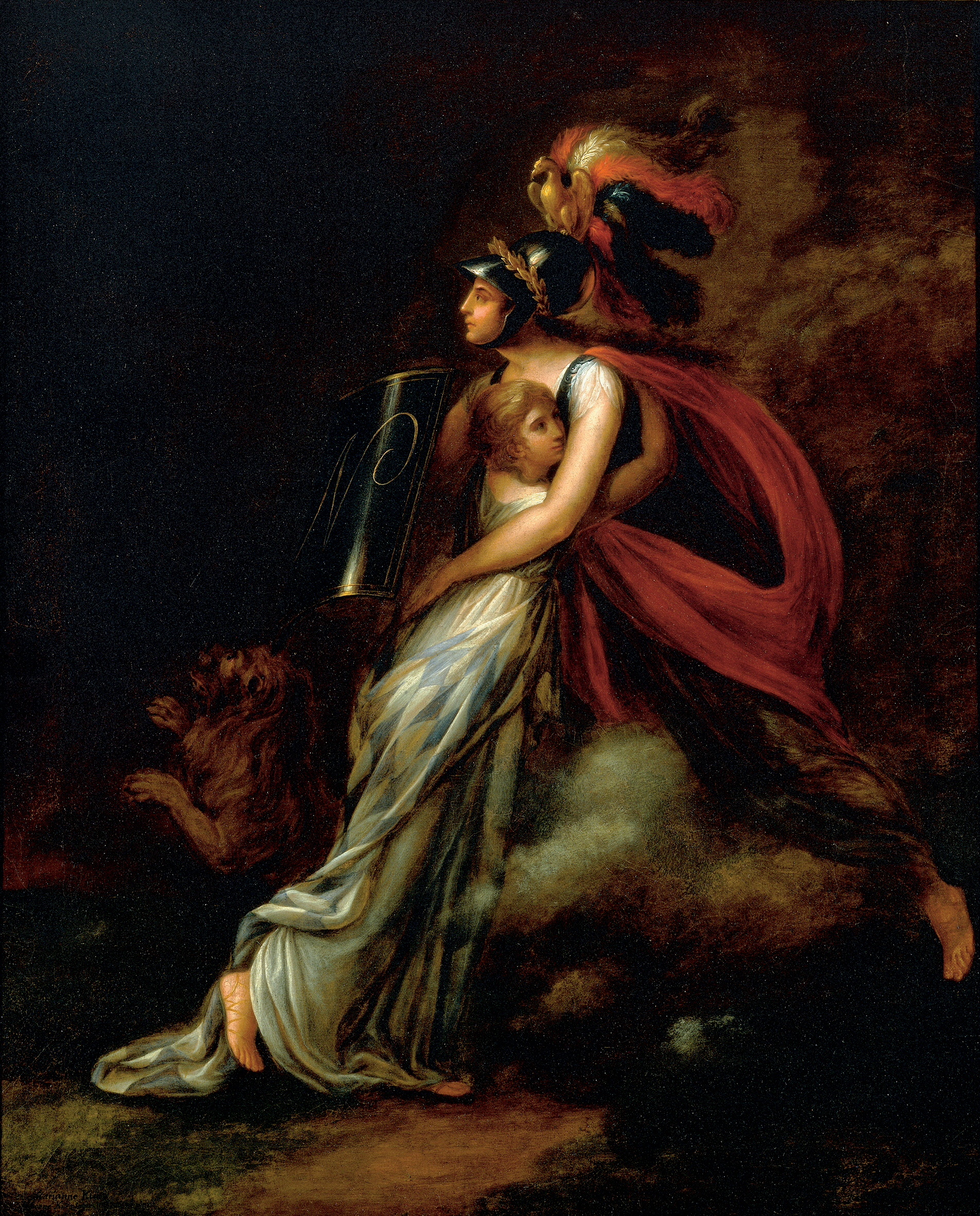
Marianne Kürzinger : Gallia schützt Bavaria (« la Gaule protège Bavaria »).

Marianne Kürzinger peint une version complètement différente de la Bavaria en 1805 dans sa toile „Gallia schützt Bavaria“ (la Gaule protège la Bavière). Bavaria est représentée en fillette portant une robe blanc et bleu (les couleurs de la Bavière), qui se sauve de la tempête proche dans les bras de la resplendissante Gaule, tandis que le lion de Bavière se dresse devant le malheur arrivant. Le tableau est une représentation de l'alliance unissant la France à la Bavière, à l'époque.

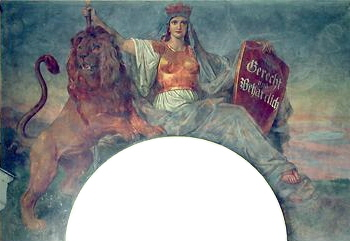
Fresque sur les arcades du Hofgarten de Munich.

Un quart de siècle plus tard, Peter von Cornelius, travaillant avec d'autres artistes à l'arrangement du Hofgarten de Munich, peint une fresque sous ses arcades, représentant la Bavaria. Elle est paisible et vaillante à la fois, porte une armure et une couronne ; dans la main droite, elle tient un javelot retourné, symbole de paix, et dans la main gauche, un bouclier avec la devise de Louis Ier de Bavière : « Gerecht und beharrlich »(juste et constant). Un lion bavarois se trouve à son côté, le paysage en arrière-plan représente des montagnes et un fleuve s'écoulant dans une plaine.

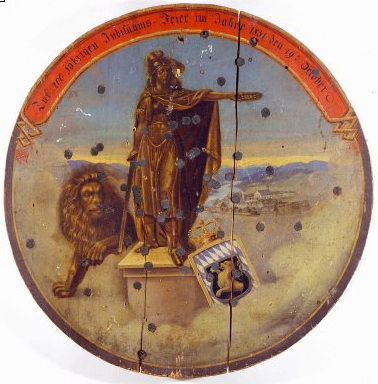
La Bavaria sur un bouclier de 1851.

Le bouclier de 1851, peint par un artiste inconnu venant de Bad Tölz, représente une Bavaria très semblable à celle qui est inaugurée deux ans plus tard sur la Theresienwiese. L'artiste a probablement connaissance du travail de Schwanthaler soit par la presse, soit directement, car les deux œuvres sont vraiment très similaires : certes la robe est différente, mais la posture sur le socle, l'épée dans la main droite et la couronne de triomphe dans la main droite laissent peu de doute. Le décor choisi est une vue de Bad Tölz avec son paysage alpin, les armoiries de la ville sont également présentes.

## Ruhmeshalle et Bavaria
La Bavaria sur la Theresienwiese est accompagnée du Ruhmeshalle et du parc de la Bavaria. Le hall est un temple de style dorique à trois ailes, qui avec la Statue qui le domine forment un ensemble harmonieux.

### Avènement du Ruhmeshalle

#### Contexte historique

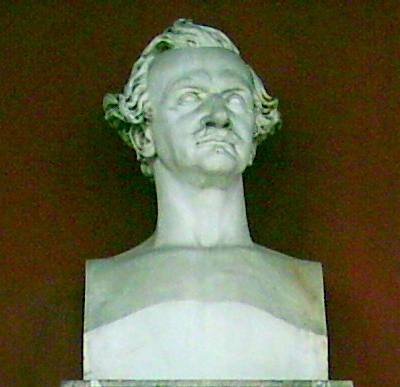
Buste de Louis Ier dans le Ruhmeshalle.

La jeunesse du futur Louis Ier est marquée par le conflit qui oppose Napoléon à l'Autriche. La Bavière se trouvant entre les deux belligérants se retrouve objet de convoitise et est l'objet de beaucoup de tractations diplomatiques. Durant les guerres napoléonienne elle est le terrain de nombreuses batailles, cela a de nombreuses conséquences nuisibles. En 1805, Napoléon « libère » la Bavière lors des guerres contre la troisième coalition et la transforme en royaume. Cependant l'arrêt des combats n'est que de courte durée et ce n'est qu'en 1813 avec la bataille de Leipzig que le nouveau royaume retrouve une paix durable.
Dans ce contexte Louis a déjà en tant que prince héritier la volonté de réunir la Bavière, qui vient d'acquérir de nouveaux territoires en Souabe et en Franconie et de promouvoir la nation allemande. Cela a pour conséquences la construction de nombreux monuments nationaux comme le pilier de la constitution à Gaibach en 1828, le Walhalla proche de Ratisbonne en 1842, le Ruhmeshalle à Munich en 1853 et le Befreiungshalle à Kelheim en 1863.
Le roi finance ces ouvrages grâce à sa fortune personnelle. En s'inspirant d'œuvres d'art et de monuments existants, ils doivent sur le fond et dans la forme représenter l'unité, politique en particulier, ce qui est particulièrement remarquable en Allemagne.
Par ailleurs, Louis, qui a accédé au trône en 1825 avec la mort de son père, est passionné par la Grèce. C'est un amoureux de son Antiquité en particulier et il veut transformer Munich en une véritable Athènes de l'Isar. Le second fils de Louis, Othon, devient également par la suite roi de Grèce en 1832.

#### Histoire de la construction

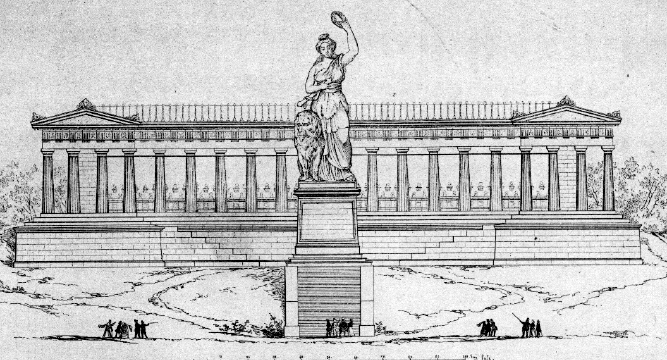
La Bavaria devant le Ruhmeshalle, ébauches finales de Klenze (Halle) et Schwanthaler (statue).

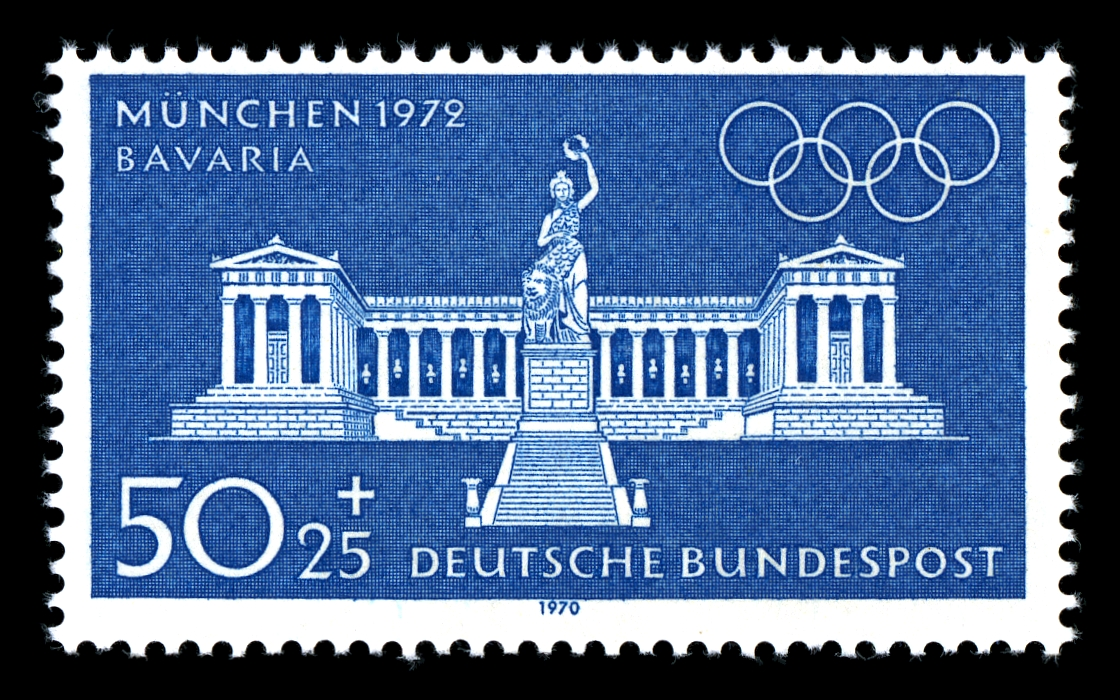
Bavaria et Ruhmeshalle.

Louis, quand il est encore prince héritier, dessine déjà des plans pour ses futurs monuments patriotiques. Ils listent en particulier tous les métiers et tous les ordres de la grande Bavière. En 1833, il démarre le processus sélection pour ses projets de construction. La compétition entre les projets se focalise d'abord sur les idées à propos du Ruhmeshalle. Le cahier des charges de l'appel d'offre ne pose que les grandes lignes du projet : le hall doit être érigé sur la Theresienwiese et permettre l'exposition de 200 bustes. Le seul annexe est : « le bâtiment ne doit pas être une copie ni du Walhalla, ni du Parthénon, dont on ne dénombre plus les imitations ».
Cela n'exclut pas l'utilisation du style néoclassique, déjà présent pour le Walhalla, cependant cela incite plutôt les architectes à proposer un autre style. L'histoire du bâtiment et de l'architecture de l'époque en général peut être comprise grâce à l'étude des différents projets en compétition qui ont été conservés jusqu'à nos jours. Deux visions s'affrontent : d'un côté les classiques, inspiré de l'esthétique de l'Antiquité, grecques et romaines, de l'autre les romantiques, inspirés principalement du Moyen Âge. Mais cette fracture n'est pas seulement architecturale, ce sont deux visions du monde qui s'affrontent. En mars 1834, Louis fait connaître son verdict, il a mis au premier plan les questions budgétaires, et attribue de ce fait le projet à Leo von Klenze au détriment de ses concurrents : Friedrich von Gärtner, Joseph Daniel Ohlmüller et Friedrich Ziebland. La statue colossale de Léo Klenze a eu sûrement un impact majeur sur sa décision, une telle œuvre de bronze n'ayant plus été réalisée depuis l'Antiquité. Le roi, visiblement flatté par l'idée de construire un tel édifice, écrit à propos du projet de Klenze:« Seul Néron et moi pouvons construire un tel colosse ».

### La Bavaria

#### Iconographie

##### Ébauche de Leo von Klenzes
Von Klenze fait des ébauches de la Bavaria dès 1824, c'est à l'époque une amazone grecques. Les sources d'inspirations pour la construction d'une telle statue sont bien-sûr le colosse de Rhodes, la statue chryséléphantine de Zeus à Olympie et l'Athéna Parthénos chryséléphantine de Phidias.
Après avoir remporté la sélection pour le Ruhmeshalle, Von Klenze se met à faire des dessins détaillés de la statue en plus de ceux du temple.

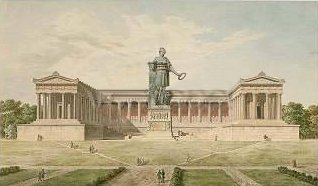
Croquis de Leo von Klenze.

Ces esquisses montrent une Bavaria inspirée des amazones, ceinte dans un chiton de deux couleurs différentes et portant des sandales hautes. Avec la main droite elle couronne un hermès à quatre têtes, symbolisant les maîtres, les guerriers, les arts et les sciences. Dans la main droite, elle tient une couronne au niveau de la hanche avec le bras tendu, symbolisant les honneurs portés aux personnalités se trouvant dans le Hall. À ses pieds est accroupi un lion.
Ce mélange de plusieurs inspirations créé une Bavaria différente de celles préexistantes. Ainsi il remplace les symboles de la richesse matérielle présents sur la Tellus Bavaria par des attributs associés à l'éducation et à la conduite d'un pays. Il dessine ce faisant un nouvel idéal de l'État. La statue représente un État vertueux et éclairé et qui n'est plus associé à l'agriculture.
Dans un schéma de 1834, Klenze fait de la Bavaria la copie conforme de la statue d'Athéna Promachos, qui se trouvait dans l'acropole. Elle est donc équipée d'un casque et d'un bouclier ainsi que d'une lance en position de lancer.
Le 28 mai 1837 le contrat pour la réalisation de la statue et conclu entre Louis Ier, von Klenze, le sculpteur Ludwig Schwanthaler, le fondeur Johann Baptist Stiglmaier et son neveu Ferdinand von Miller. Les projets de construction du Hermannsdenkmal dans la forêt de Teutberg est surement connu de Louis Ier et de ses associés à cette époque. Cette dernière statue sera achevée en 1875, soit 25 ans après la Bavaria.

##### Ébauche de Schwanthalers

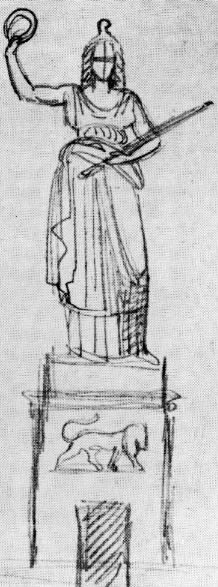
Premières esquisses de Schwanthaler : robe antique, le lion se trouve sur le socle.

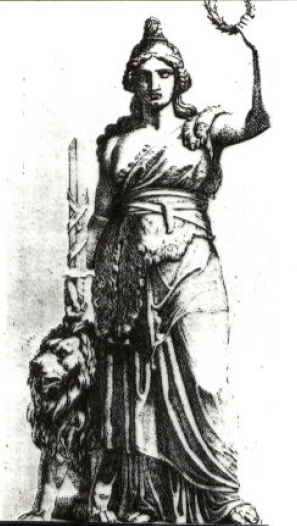
Schéma germanisé de Schwanthaler, le lion est aux pieds de la statue, l'épée est différente de sa forme finale.

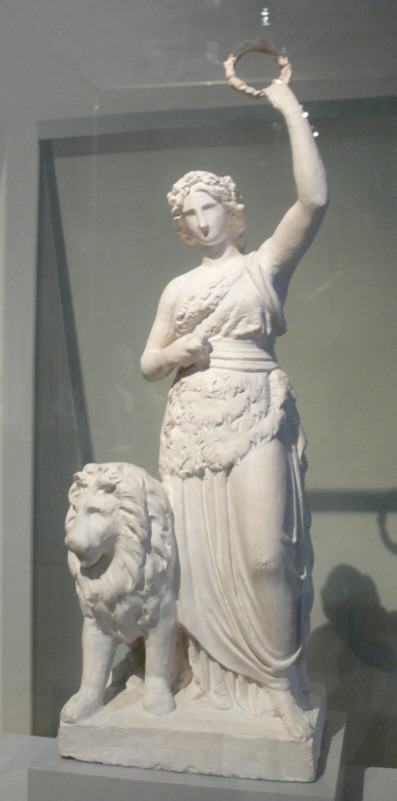
Modèle en plâtre de Schwanthaler, aux environs de 1838-1839 (visible au Bayerisches Nationalmuseum).

À l'inverse de Klenze, qui est surtout inspiré par l'Antiquité, Schwanthaler est romantique et fait partie de plusieurs cercles d'amateurs du Moyen Âge, plutôt patriotiques et peu portés sur l'antique. Il s'oppose donc logiquement à la vision classique de Klenze du projet. À l'évidence la formation de cette équipe contre nature était voulu par Louis Ier pour nouer les deux courants artistiques dans le même monument et d'en faire ainsi un symbole d'union. Cette tentative est parfois qualifiée de classicisme romantique (romantischer Klassizismus), ou de style Louis Ier (ludovizianischer Stil).
Au départ Schwanthaler tente de coller aux plans de Klenze. Il diverge cependant rapidement en commençant à sculpter la statue. Un pas décisif est fait lorsqu'il décide d'habiller la Bavaria avec des habits germains et non antiques. Elle porte en effet une longue robe, et est couverte de manière très simple avec une peau d'ours, cela en fait selon Schwanthaler une vraie teutonne.
Dans son modèle en plâtre de 1840, Schwanthaler va encore plus loin. La couronne de laurier de Klenze qui ceint la tête de Bavaria s'est transformée en couronne de glands. Le chêne étant un arbre typiquement allemand. La crise du Rhin de 1840 entre la France et la confédération germanique a en effet ravivé la flamme patriotique contre l'ennemi juré. Cela semble un bon prétexte pour Schwanthaler, qui n'avait pas besoin de ça pour être patriotique, pour équiper la Bavaria d'une épée montrant sa vaillance.

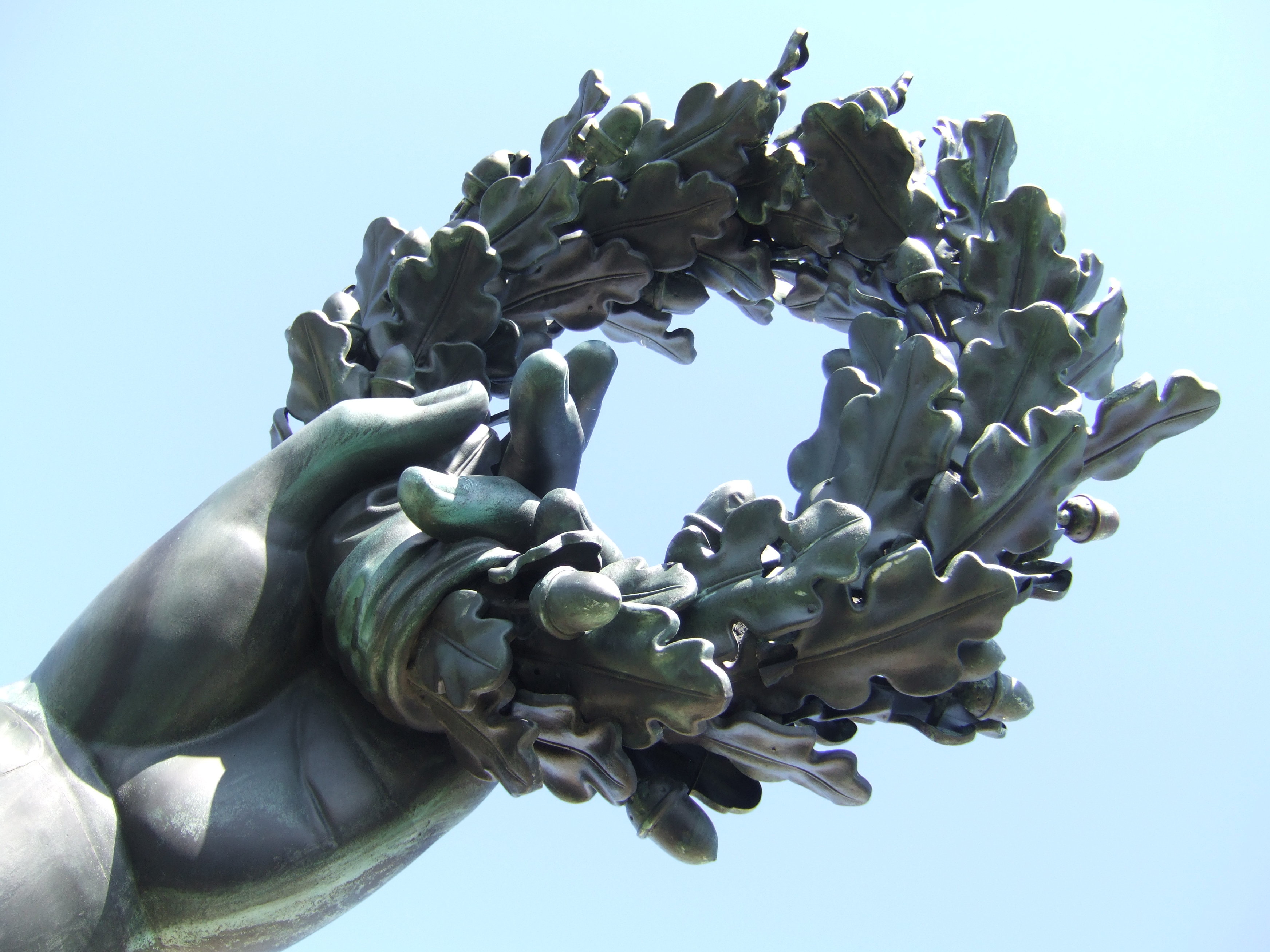
Main gauche avec une couronne de glands

L'épée, la couronne de glands et la peau d'ours sont donc des symboles relativement transparents, qu'on peut facilement relier au contexte historique de l'époque. La présence du lion est à l'inverse moins clair. On peut certes le voir comme un symbole de la Bavière, mais là n'était pas l'intention de Klenze et Schwanthaler. Le lion se trouve certes sur les armoiries des Wittelsbach depuis le haut Moyen Âge et la domination par le même prince-électeur du Palatinat du Rhin et de la Bavière. On remarquera de plus que deux lions tiennent le bouclier de la Bavière dans les armoiries de cette dernière depuis des temps illustres.
Cependant l'historien de l'art Manfred F. Fischer pense que le lion n'est pas là qu'en tant que symbole des armoiries mais aussi et surtout, comme l'épée, un symbole de la témérité de la Bavière.
Le principal attribut de la Bavaria reste la couronne de glands dans sa main gauche, qui vient honorer les bustes présents dans le Ruhmeshalle.

#### Réalisation

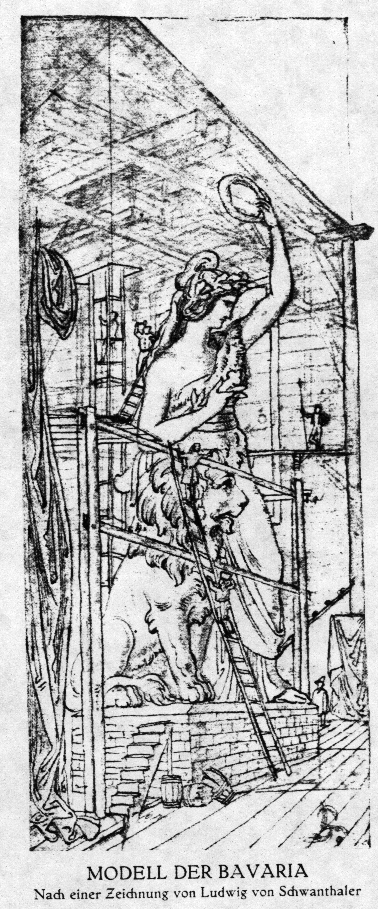
Travail sur un modèle taille réelle, croquis paru dans la presse.

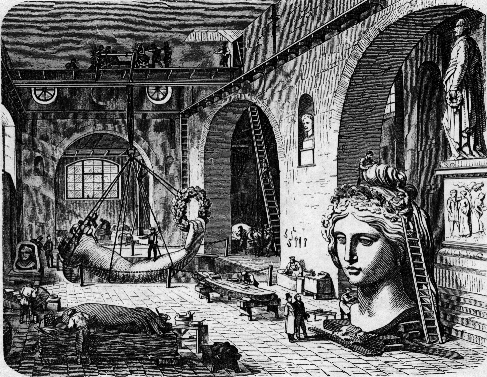
Scène dans la fonderie avec la tête et les bras de la Bavaria.

La statue de bronze est haute de 18,52 mètres et pèse 1560 quintaux bavarois soit 87,36 tonnes. Elle est coulée en 4 parties principales : la tête, la poitrine, les hanches et enfin la partie basse avec le lion, auxquelles viennent s'ajouter 8 petites parties supplémentaires. Le socle de pierre est haut de 8,92 m.
Von Klenze veut absolument une statue en bronze, car c'est un matériau noble et durable, reconnu pour ses qualités depuis l'Antiquité. Louis Ier qui attend beaucoup de la statue pour sa postérité mise également sur une production en bronze. Le roi passe commande aux fondeurs Johann Baptist Stiglmaier et son neveu Ferdinand von Miller, par ailleurs ils comptent sur la connaissance traditionnelle de la fonderie dans Munich pour mener à bien le projet. Il compte aussi sur cette réalisation pour permettre à cette industrie locale de faire de nouveau progrès techniques. La fonderie royale de la Nyphenburgerstraße est construite par von Klenze sur ordre royal, elle est inaugurée en 1825. De très nombreux monuments et statues de Munich principalement y seront coulés, par exemple l'Obélisque de Karolinenplatz.
À partir de la fin de 1839, Schwanthaler travaille dans la fonderie sur un modèle en plâtre grandeur nature de la statue, cela évite de devoir le transporter ce qui aurait été délicat. En 1839, un premier modèle de 4 mètres de haut est terminé. Pendant l'été 1843, le modèle grandeur nature, fini, est découpé afin d'être utilisable par les fondeurs. Stiglmaier meurt en avril 1844 avant que la coulée commence. Von Miller devient le seul responsable de la réalisation de la pièce. Le 11 septembre 1844, la tête est coulée à partir du bronze de canons turcs capturés pendant la guerre d'indépendance grecque en 1827, lors de la bataille de Navarin (de nos jours Pylos dans le Péloponnèse). La flotte turco-égyptienne y a été défaite par le roi de Grèce Othon Ier de Grèce, fils de Louis Ier. Les canons ont été revendus dans toute l'Europe en tant que matière première,. En janvier et mars 1845 suit la coulée du bras, le 11 octobre 1845 de la poitrine. L'année suivante c'est au tour de la hanche d'être réalisée. Ainsi en juillet 1848 toutes les parties hautes de la statue sont prêtes. La partie basse est elle réalisée le 1er décembre 1849.
Le 20 mars 1848, Louis Ier abdique au profit de son fils Maximilien. Cela n'est pas sans conséquence pour le projet qui était avant tout une réalisation personnelle de Louis, avec ses propres deniers.
Maximilien poursuit le projet, mais en réduit le budget à 9 000 florins par an, ce qui est nettement insuffisant. Von Miller qui doit financer la réalisation de la statue de sa poche en est réduit à la pauvreté. Ce n'est qu'à partir du moment où Louis décide de refinancer le projet avec son argent que l'aboutissement de ce dernier est assuré. Von Miller n'est certes que partiellement remboursé, mais la publicité pour sa fonderie est telle que son carnet de commande est plein jusque dans les années 1930, bien après sa privatisation. Le coût total du Ruhmeshalle est de 614 987 florins, celui de la Bavaria de 286 346 florins auxquels viennent s'ajouter le terrain qui a coûté 13 784 florins.

#### Érection et inauguration 1850

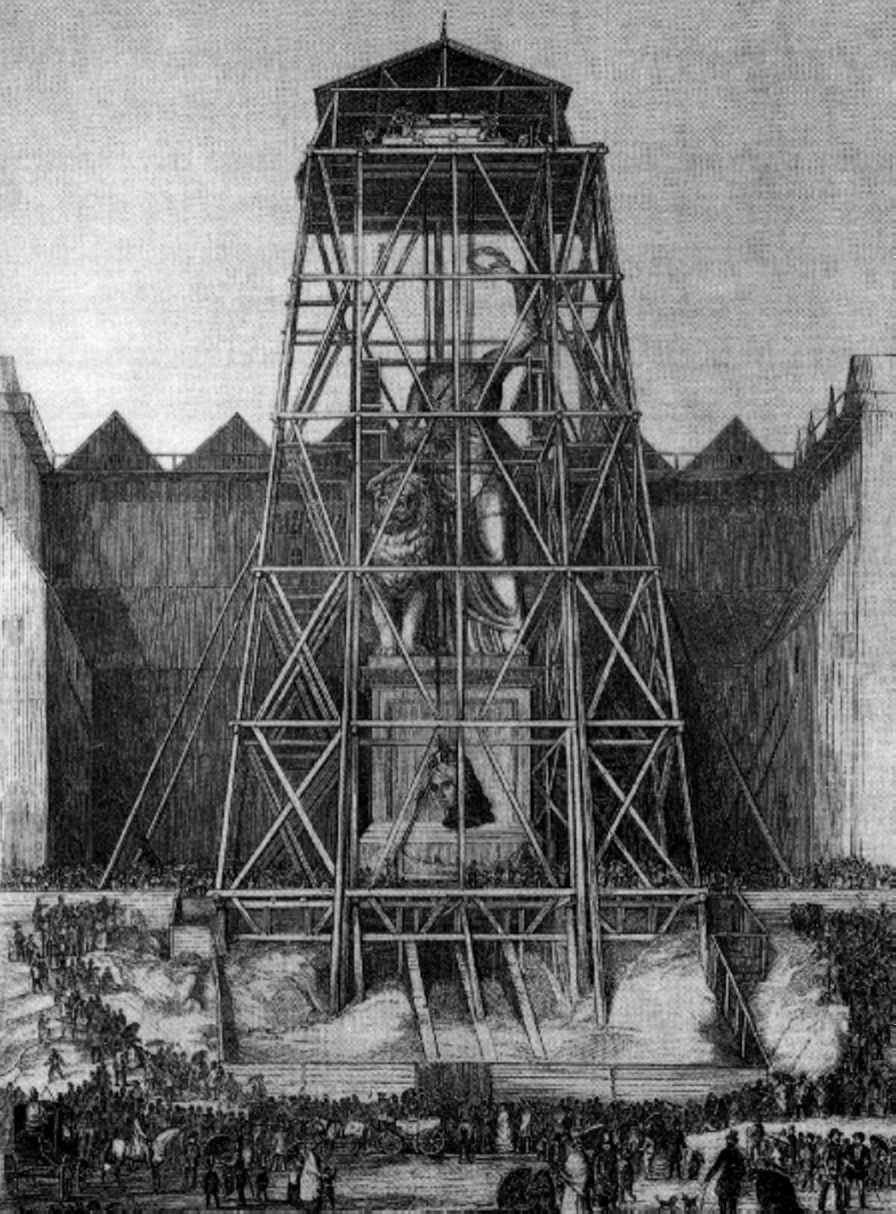
Montage de la statue en 1850.

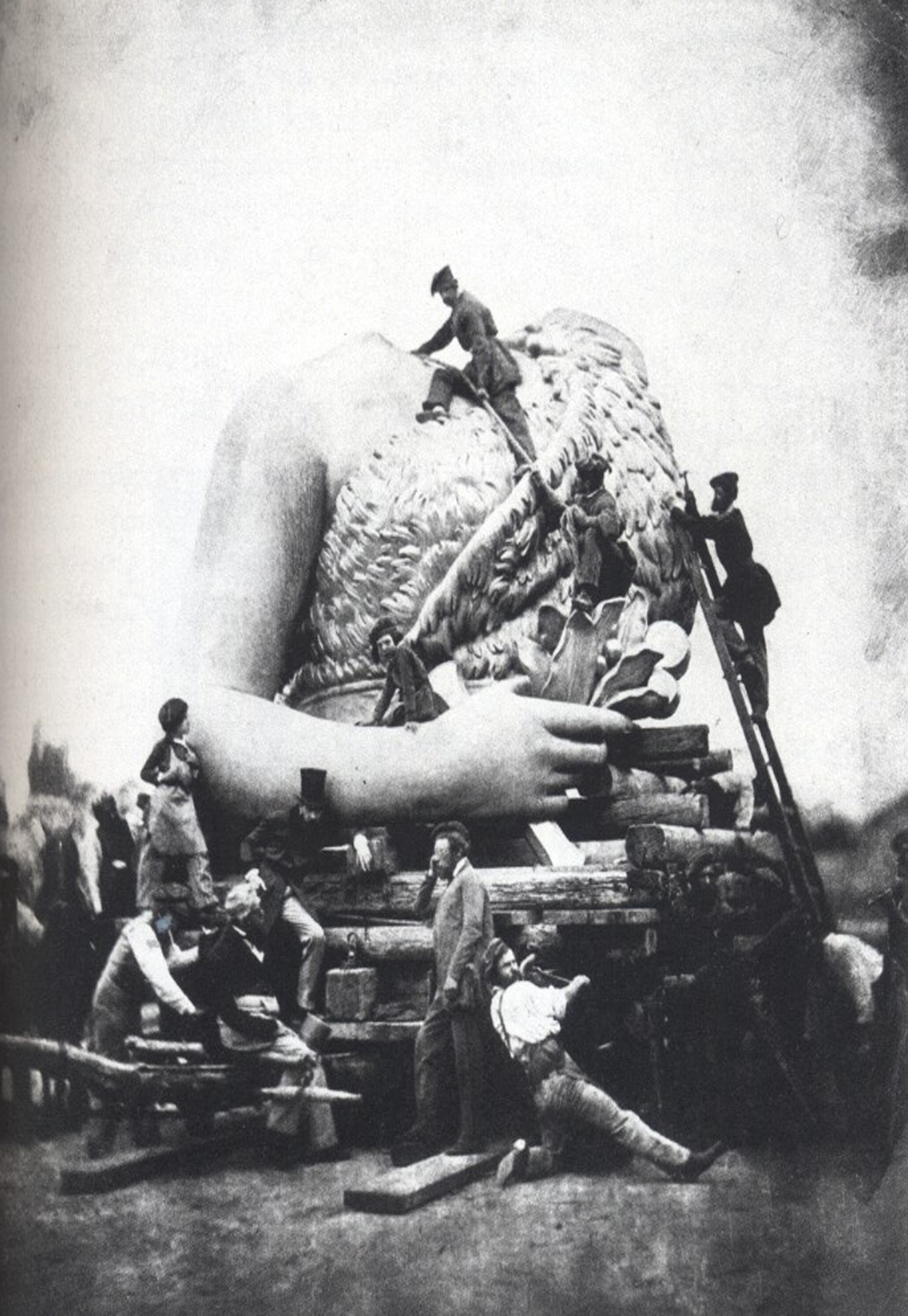
Montage de la statue, photographie d'Alois Löcherer, 1850.

C'est lors de l'Oktoberfest de 1850, qui aurait dû marquer les 25 ans de règne de Louis Ier, que la Bavaria devait être inaugurée. Cependant le gouvernement redoute qu'une fête en l'honneur de Louis Ier ne se transforme en mouvement de défiance face à Maximilien.
De juin à août les pièces de la Bavaria sont colportées sur des chariots spécialement conçus pour l'occasion sur la Theresienwiese. Ils sont tirés par 12 chevaux. Le 7 août 1850 la tête, qui est la pièce finale, est transportée à travers la ville. L'inauguration de la statue a lieu le 9 octobre après un défilé de toutes les corporations sur la Theresienwiese. La cérémonie se poursuit par une fête en l'hommage du roi déchu. Les artistes, très sollicités pendant le règne de Louis Ier, lui sont tout particulièrement reconnaissant. Dans son discours, Tischlein qui s'exprime au nom des artistes de la ville, déclare : « La couronne de glands que tient la Bavaria honore avant tout le roi Louis Ier, le protecteur des arts! »
Le Ruhmeshalle n'est pas encore terminé au moment de l'inauguration de la Bavaria, des échafaudages couvre encore alors le bâtiment. Ce n'est qu'en 1853 qu'on procède à son inauguration, beaucoup plus modeste elle.

### Époque nazie et récupération du symbole
Les nazis montrent un comportement ambivalent et cynique envers le Ruhmeshalle et la Bavaria.
D'un côté plusieurs projets prévoient de revoir complètement la disposition de la Theresienwiese, Bavaria et Ruhmeshalle inclus, dans le plus profond mépris des intentions initiales des bâtisseurs du site. Ainsi en 1934, un projet de démolition du Ruhmeshalle est à l'étude, qui prévoit de transformer la Theresienwiese en une sorte de Champ de Mars. En 1935, un nouveau projet est présenté, qui prévoit aussi la démolition du Ruhmeshalle et de la Bavaria, mais cette fois afin de construire un hall de congrès grandiose avec monument en l'honneur des héros. En 1938 enfin il est prévu de laisser les monuments existants tels quels mais de les encercler d'autres monuments.
D'un autre côté la Theresienwiese avec sa grande surface découverte et son architecture fortement symbolique est régulièrement utilisée à des fin de propagande par le régime. Ainsi des rassemblements de masse ont lieu chaque 1er mai jusqu'au déclenchement de la guerre. À ce propos un article de presse, issue du Gleichschaltung, du 1er mai 1934 écrit :
« (...) L'immense rassemble commença entretemps sur la Theresienwiese afin de préparer les manifestations. Dès 13 h, la foule s'est divisée en 9 groupes. 180 000 personnes venant de toute la ville s'engouffrent sur la Theresienwiese. Une autre image marquante est celle des 10 000 membres du parti arrivant sur la place. Les immenses colonnes furent dirigées personnellement par le maire Fiehler. Après 14 h les centaines de drapeaux des associations de citoyens se regroupent en formant un carré autour du Ruhmeshalle. Une demi-heure plus tard les Chargés de toutes les corporations étudiantes des lycées de Munich arrivent avec leurs bannières sur les lieux et prennent place au pied du Ruhmeshalle. La manifestation est débutée vers 15 h par les membres de la NSBO, de la NSKBO et des associations étudiantes. Suivis par les Reichsarbeitsdienst défilant avec leurs bêches sur l'épaule. Les drapeaux se dressaient sur l'escalier de la Bavaria et sur son socle. La manifestation ouvre un discours vivace du chef du Gaue et ministre d'État Adolf Wagner
.(...) »

### Restauration

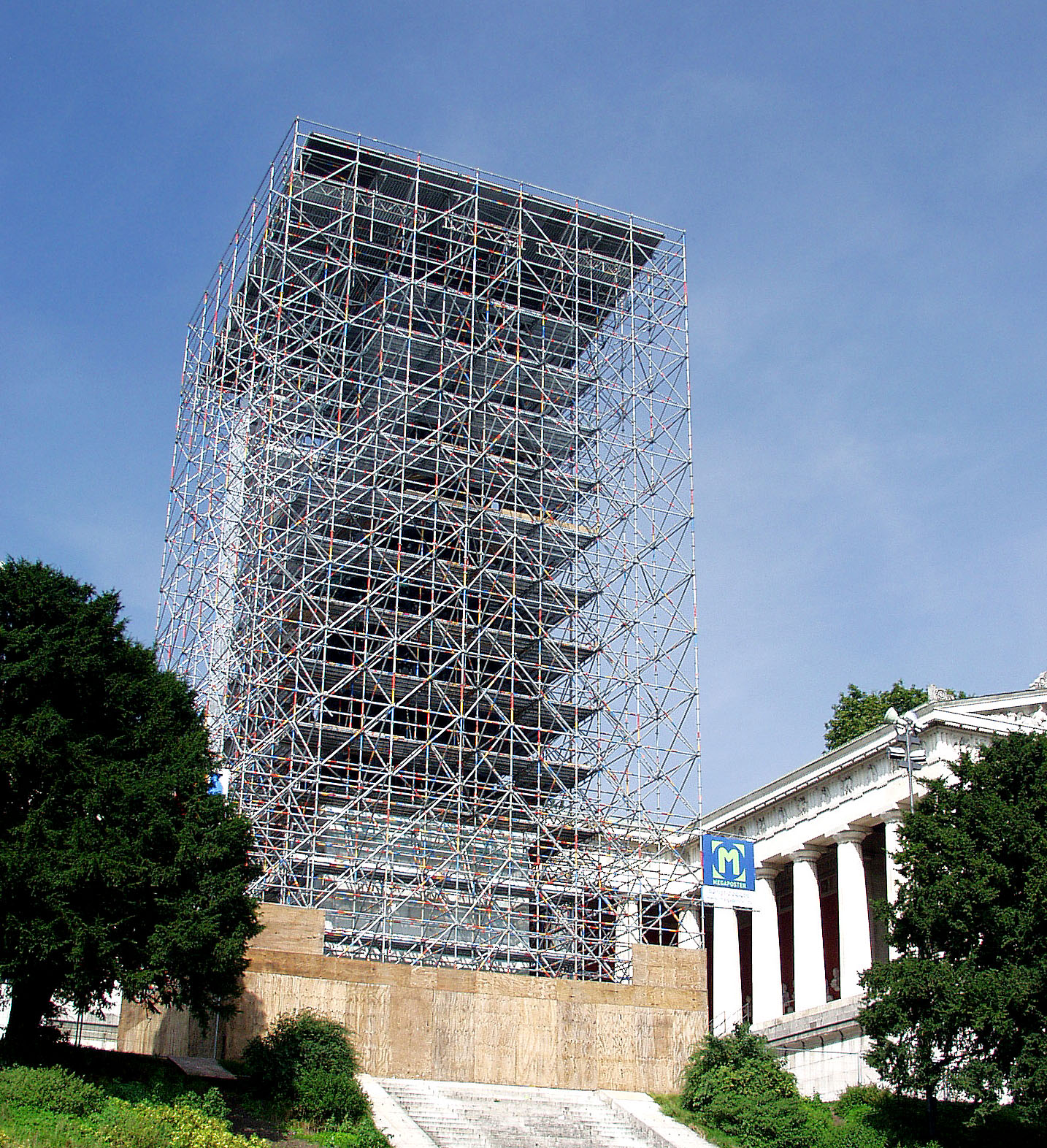
Restauration de la Bavaria en août 2002, traitement de la rouille en particulier.

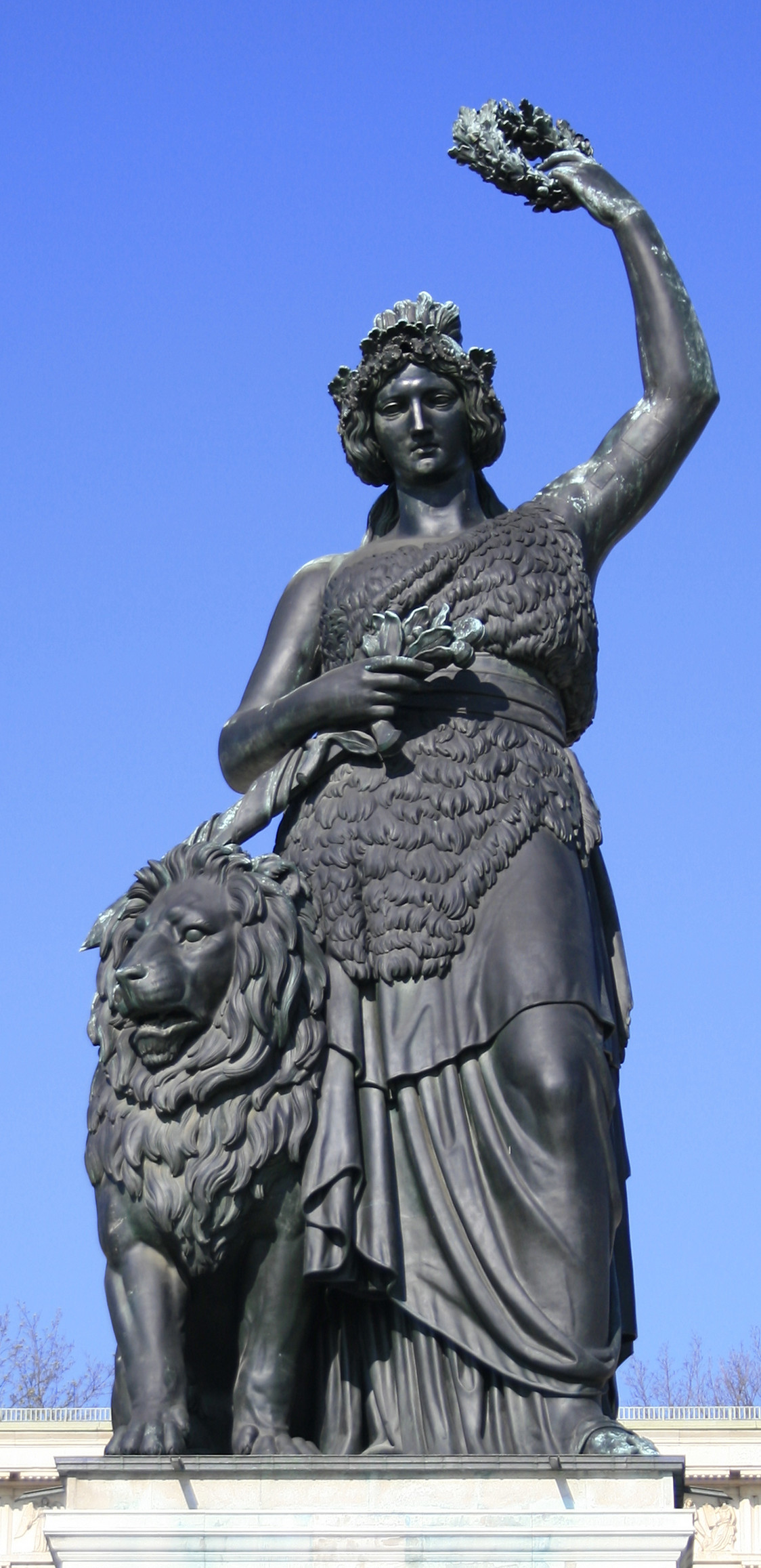
Bavaria et le lion bavarois après restauration.

Les expertises menées sur la Bavaria en 2001, commanditées par l'association Bavaria 2000 e.V., qui a pour but la protection et la mise en valeur des monuments et des œuvres réalisées par et en l'honneur de Louis Ier, mirent en lumière la nécessité de fermer la statue aux visiteurs. En effet, les experts ont découvert pas moins de 2 000 faiblesses sur l'ouvrage.
La restauration qui suivit, d'un coût de 1 million d'euros environ, stabilisa le bras se dressant vers le ciel, procéda à un nettoyage de surface, puis à un polissage avant de la vitrifier et reconstruisit un escalier en colimaçon à l'intérieur.
Afin de financer ces travaux, l'association mit en vente des répliques miniature des modèles de Schwanthaler, ainsi que de nombreux autres accessoires en relation avec la Bavaria. Ceci venant s'ajouter à la vente de ses publications.
Les restaurations ont duré jusqu'en septembre 2002 pour le début de l'Oktoberfest. Pendant toute cette période la statue est recouverte d'échafaudages, ceux-ci sont mis à contribution pour le financement et sont recouverts de publicités.
Le socle a lui aussi été rénové.

### Copies

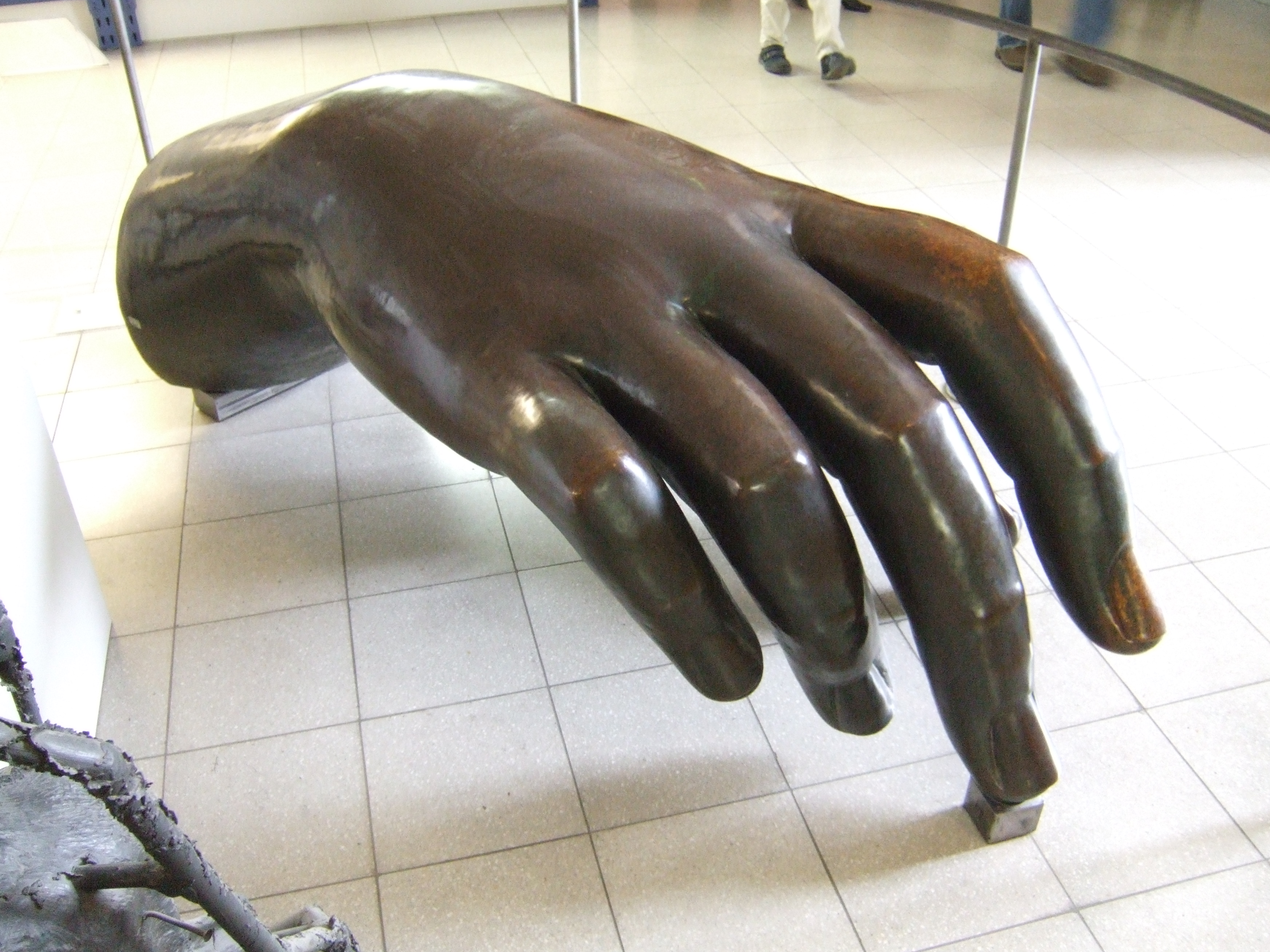
Reproduction de la main droite de la Bavaria au Deutsches Museum de Munich en 1907.

En 1907, Oskar von Miller, fils de Ferdinand von Miller et fondateur du Deutsches Museum à Munich, commande une copie grandeur nature de la main droite de la Bavaria. Elle est réalisée dans la même fonderie que l'original et est composée du même alliage : 92 % de cuivre, 6 % de zinc, 1 % étain et 1 % plomb. L'épaisseur de ses parois est de 4 à 8 millimètres et elle pèse 420 kilogrammes. Elle se trouve dans la section métallurgie du musée.

### Divers
- Lors des coulées plusieurs incendies se sont déclenchés. Le lieu où a été réalisée la statue est encore aujourd'hui rappelé par les noms de rues adjacentes : la Erzgießereistraße et la Sandstraße (rue du sable) qui lui est parallèle. C'est dans cette rue que se trouvaient les réserves de sables de la fonderie.

- L'association Bavaria 2000, qui s'occupait de la défense du patrimoine lié à Louis Ier, a été dissoute en 2006.

## Photos de la Bavaria

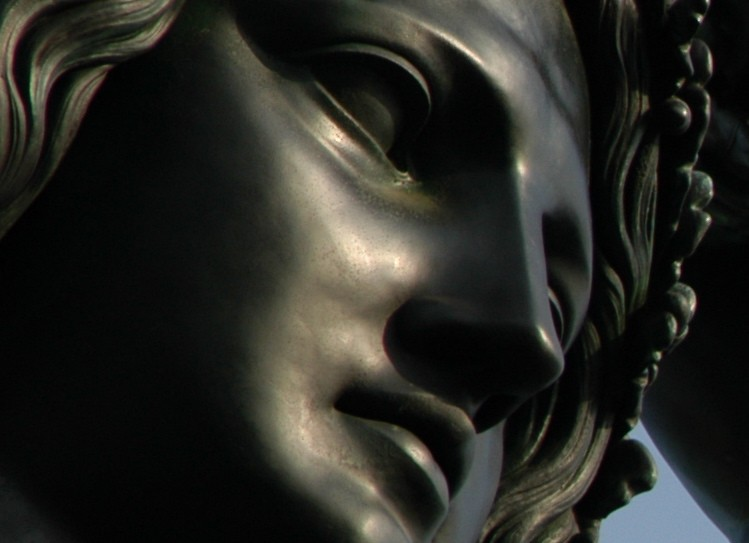
Visage de la Bavaria
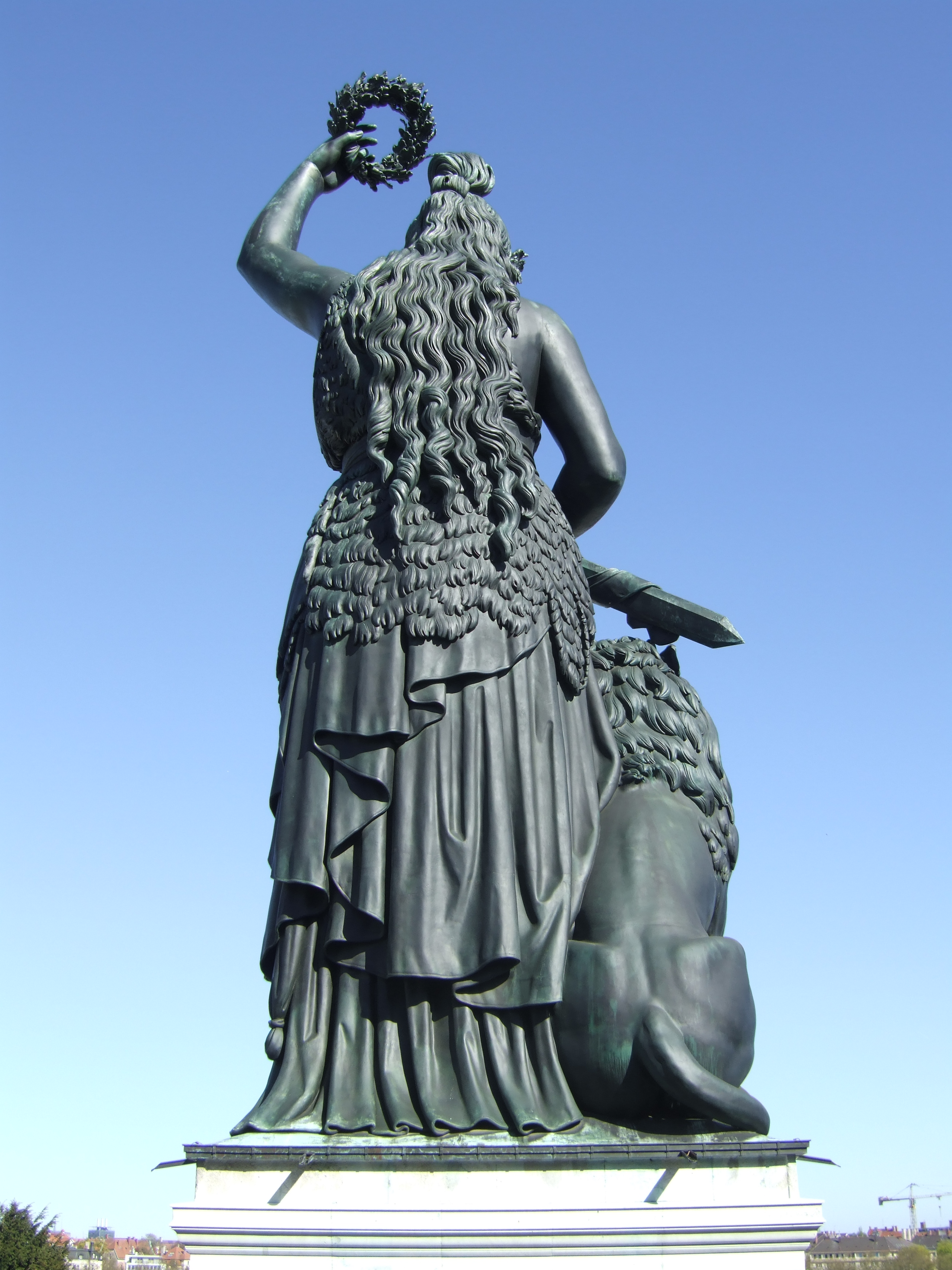
Vue de dos de la Bavaria depuis le Ruhmeshalle
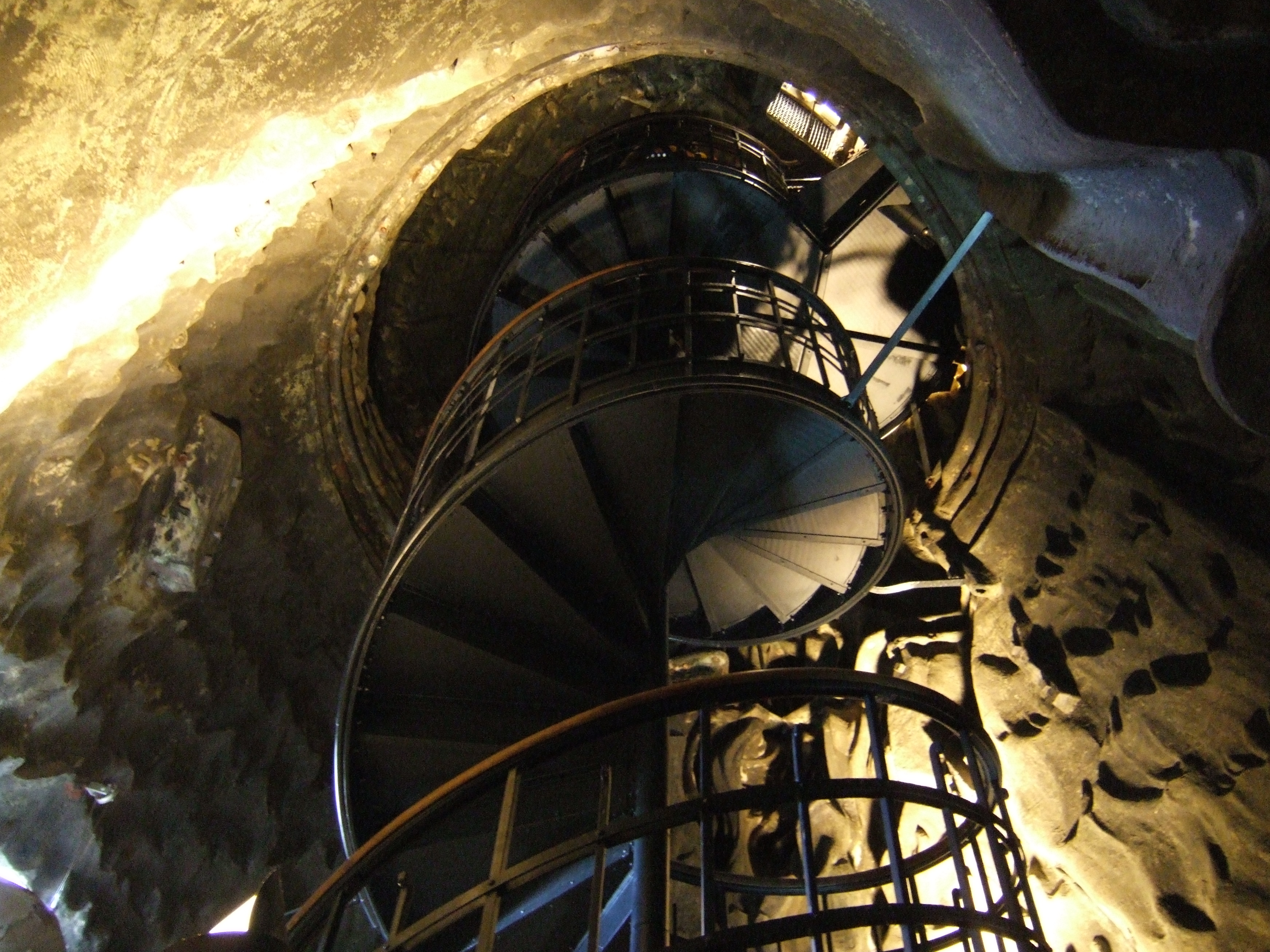
Escalier intérieur de la Bavaria
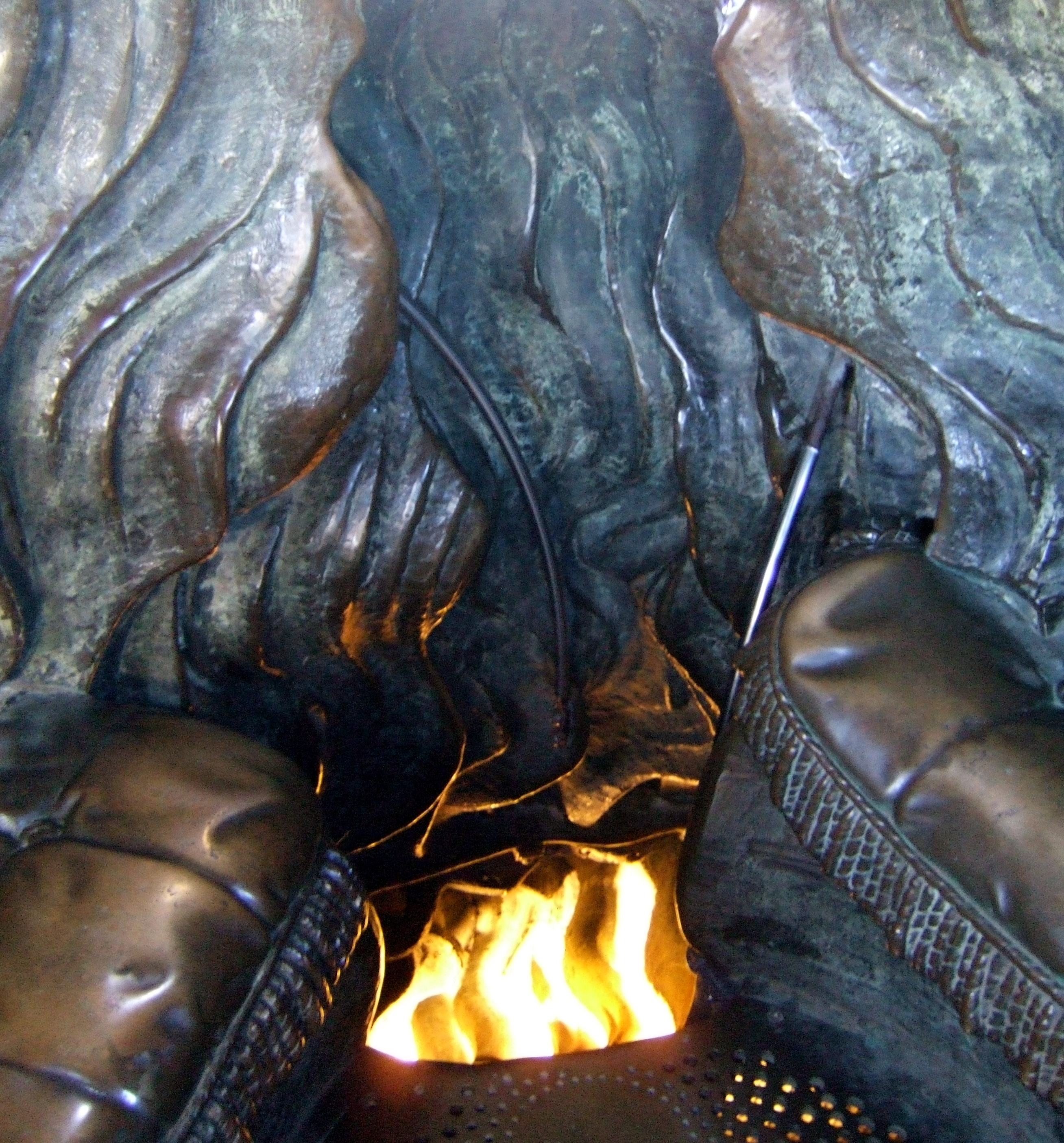
Feu en bronze dans la tête de la Bavaria

## Anciennes cartes postales de la Bavaria

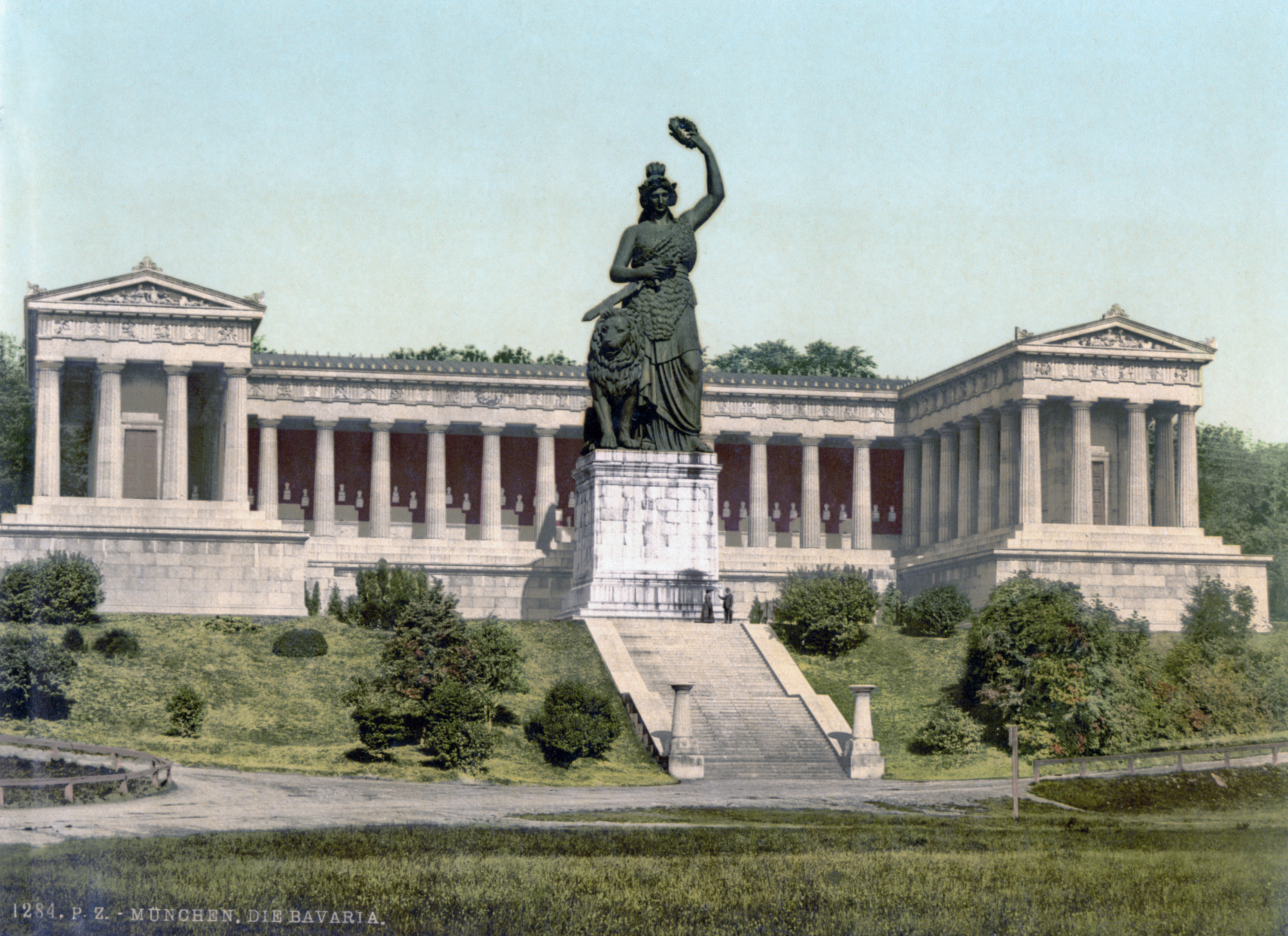
Carte postale du XIXe siècle
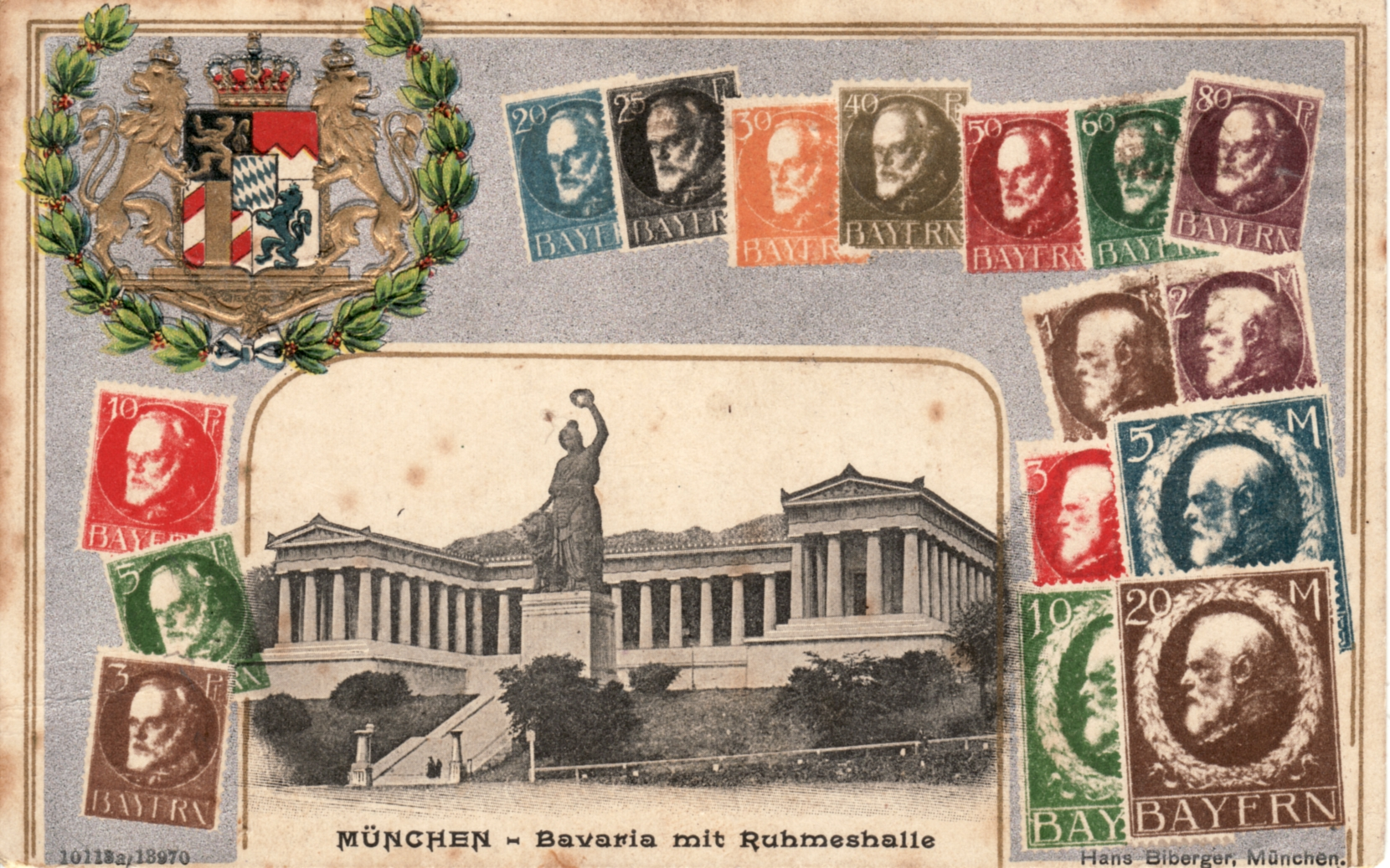
Carte postale de 1918 : la Bavaria, le Ruhmeshalle, les armoiries bavaroises et un timbre représentant Louis III de Bavière